# Anicetus africanus
Anicetus africanus är en stekelart som först beskrevs av Girault 1920.  Anicetus africanus ingår i släktet Anicetus och familjen sköldlussteklar. Inga underarter finns listade i Catalogue of Life.